# Reaktionspfeil
Der Reaktionspfeil ist ein Symbol aus der Chemie und wird für Reaktionsgleichungen verwendet. Er hat dabei eine ähnliche Funktion wie der Folgepfeil in der Mathematik und ist ebenso wenig symmetrisch; die beiden Seiten dürfen nicht vertauscht werden. Der Reaktionspfeil zeigt von den Edukten auf die Produkte:  
{\displaystyle {\text{Edukt}}\ \longrightarrow \ {\text{Produkt}}}
Edukt reagiert zu Produkt
Für Reaktionen, die auch in die entgegengesetzte Richtung ablaufen können, jedoch in keinem Gleichgewicht stehen, werden zwei Pfeile verwendet.
{\displaystyle {\text{Edukt/Produkt}}\ \rightleftarrows \ {\text{Produkt/Edukt}}}
Produkt kann auch Edukt für die Rückreaktion sein.
Es gibt noch weitere Pfeile in Reaktionsgleichungen.